# John Newton Cooper

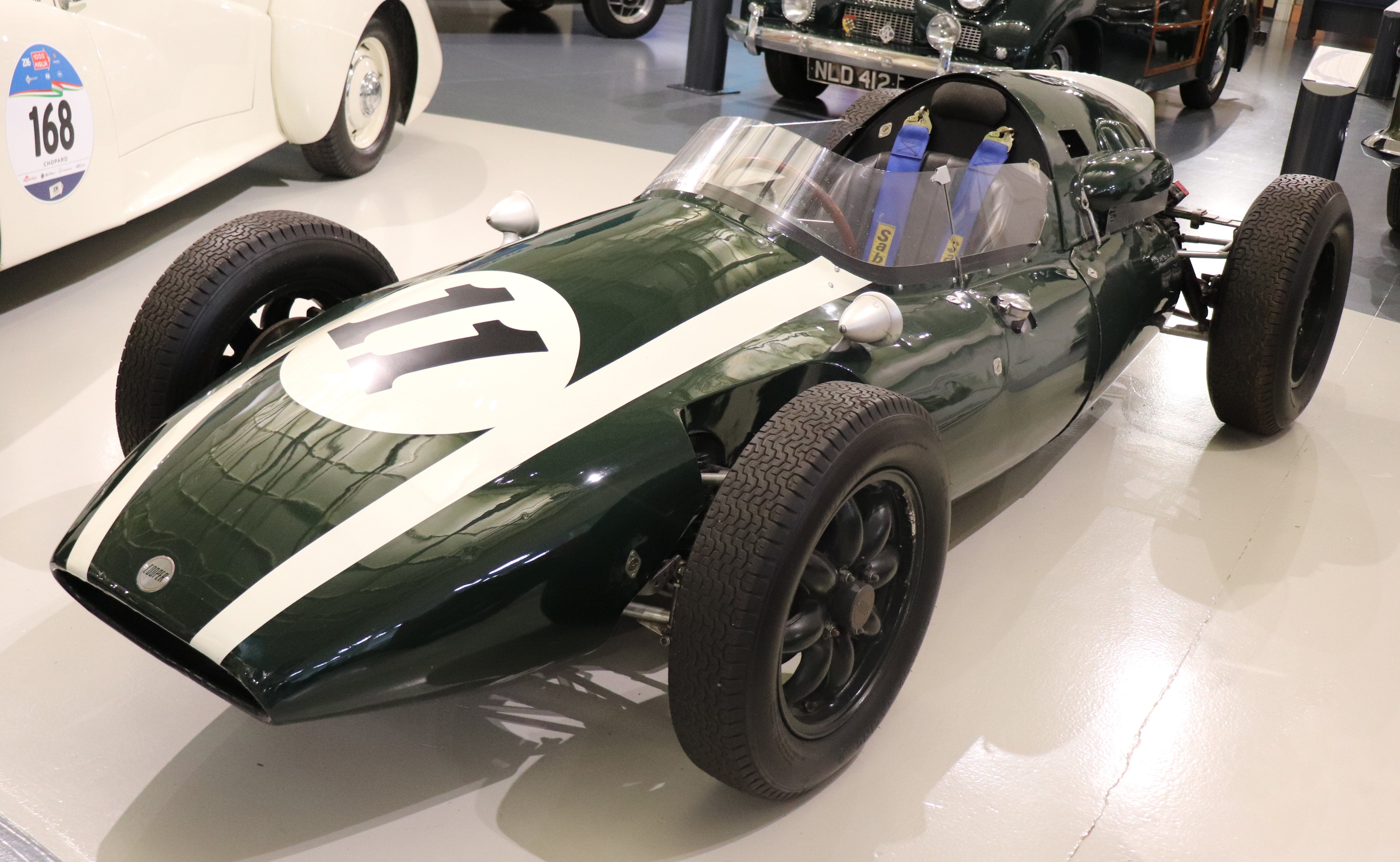
Cooper T51.

John Newton Cooper (17 de julio de 1923 - 24 de diciembre de 2000) fue cofundador, con su padre Charles Cooper, de la Cooper Car Company. Es recordado principalmente por diseñar el primer chasis con motor trasero en la Fórmula 1, lo que pocos años más tarde se convertiría en la habitual en esta categoría y en el resto de monoplazas de competición.

## Semblanza
John Cooper nació en Surbiton, Surrey, Reino Unido, en 1923. Su padre, Charles Cooper, tenía un pequeño garaje en Surbiton, especializado en el mantenimiento de coches de carreras. John dejó la escuela a los 15 años para convertirse en aprendiz de fabricante de herramientas y sirvió en la Royal Air Force, donde se dedicó a la fabricación de instrumentos durante la Segunda Guerra Mundial. Después de la guerra, comenzó a construir junto a su padre monoplazas de carreras simples y económicos para pilotos independientes ("corsarios"), a menudo a partir de material procedente de excedentes militares. Los coches obtuvieron un gran éxito y rápidamente experimentaron una gran demanda, por lo que en 1948 fundaron su propia empresa para ampliar la producción. 
De una manera muy británica, Cooper siempre minimizó la historia de cómo decidieron poner el motor en la parte trasera de sus coches de carreras, insistiendo en que era una cuestión de conveniencia. El diseño original del primer coche de carreras Cooper con motor trasero fue elaborado por Owen Maddock, un diseñador empleado por la Cooper Car Company. Debido a que el automóvil funcionaba con un motor de motocicleta, pusieron el motor en la parte trasera, donde accionaba una tracción por cadena. "¡Ciertamente no teníamos la sensación de que estábamos creando un avance científico! [...] Pusimos el motor en la parte trasera [...] porque era lo más práctico", dijo Cooper.
Al principio, John competía con sus propios coches de forma regular, pero a medida que la empresa crecía, encontró menos tiempo disponible para competir. Sin embargo, encontró tiempo para establecer una serie de récords en Montlhéry a fines de 1953. 
A principios de la década de 1950, parecía como si todos los jóvenes aspirantes a piloto de carreras británicos empezaran al volante de un Cooper, y los coches de Fórmula 1 de Cooper eran conducidos por varios de los pilotos legendarios de aquella época: Jack Brabham, Stirling Moss, Maurice Trintignant y Bruce McLaren. En un período de nueve años, el equipo obtuvo 16 victorias en Grandes Premios, y Brabham y el equipo ganaron dos Campeonatos Mundiales consecutivos en 1959 y 1960. 
Mientras estaba en Sebring, Florida, para presenciar el Gran Premio de Estados Unidos de 1959, Cooper conoció al piloto estadounidense Rodger Ward, por entonces campeón nacional de la USAC y ganador de las 500 Millas de Indianápolis. Después de que Ward quedara asombrado por la facilidad con la que tomaban las curvas los pequeños coches de Cooper en la pista, se ofreció a organizar una prueba para ellos en el Indianapolis Motor Speedway, diciéndole: "Tienes que probar tu coche alrededor del Óvalo. ¡Indy te está esperando! " Cooper llevó uno de sus Fórmula 1 al Speedway en el otoño de 1960, mientras los pilotos, constructores y personalidades de las carreras se reunían en un ambiente de "tolerancia divertida, mezclada con una obvia curiosidad", según Cooper. Cuando Brabham, un novato de Indy, comenzó sus vueltas de calentamiento, no era consciente del requisito de aumentar gradualmente su velocidad en la pista. Marcó su segunda vuelta a 144,8 millas por hora, lo suficientemente rápido para haberse situado en la tercera fila en la parrilla de la carrera anterior. Ward estaba tan entusiasmado que Cooper tuvo que aceptar que él también condujera el auto. A partir de ese momento, el establecimiento de Indianápolis se dio cuenta de que el futuro estaba a la vista, y que los días de sus roadsters con motor delantero estaban contados. En unos pocos años, se completó la revolución iniciada por John Cooper en las carreras de ruedas descubiertas.
Cooper desarrolló una versión deportiva del Mini de la British Motor Corporation, el popular Mini Cooper, adorado tanto por los corredores de rally como por los conductores de carretera comunes. Antes de la muerte de John Cooper, BMW recibió la licencia del nombre Cooper para las versiones de mayor rendimiento de los coches inspirados en el Mini original vendidos como MINI. John, junto con su hijo Mike Cooper, asesoró al equipo de diseño del nuevo MINI de BMW y Rover. 
Sería el último director superviviente de un equipo de Fórmula 1 de los años de formación de este deporte, y a menudo se lamentó más adelante de que la diversión había desaparecido hacía mucho tiempo de las carreras. Ayudó a establecer el dominio británico de la tecnología del automovilismo, y recibió la Orden del Imperio Británico (CBE) por sus servicios al automovilismo británico. Siguió siendo jefe del negocio familiar de West Sussex (que tenía tiendas para Mini Cooper en East Preston y Honda en Ferring) hasta su muerte a los 77 años de edad en 2000.